# 三式十三粍固定機銃
三式十三粍固定機銃（さんしきじゅうさんみりこていきじゅう）は、大日本帝国海軍が第二次世界大戦中に開発した航空機関銃である。

## 概要
本銃は、アメリカ合衆国製のブローニングM2重機関銃をコピーして製作された。試作銃の完成は1942年（昭和17年）12月、制式採用は1943年（昭和18年）9月である。
弾薬は、海軍が艦載用機銃として使用していた九三式十三粍機銃（保式十三粍機銃）と同じ 13.2×99mmオチキス弾 (オチキス規格）を使用、この弾薬筒を保弾子により連結して弾帯とした。弾頭重量は、原型の12.7x99mm弾と同じく52gである（M2航空機搭載型であるAN/M2用の弾薬では弾頭重量は40～46gである）。弾薬筒の全長は136.6mm、全備重量は118gであった。薬莢形状は無起縁式である。陸軍も、M2重機関銃をコピーしたホ103を採用していたが、その12.7x81mmSR弾（ブレダ・ヴィッカース規格）は、本銃と弾薬の互換性がない。アメリカ軍が陸海軍で機銃と弾薬を共用したのと比較するならば、日本では陸軍と海軍が同クラスの機関銃を個別に開発・生産し、弾薬も共用できなかった。これは、補給と弾薬の量産という点で大きな欠点ではあったが、海軍内では既に量産されている九三式十三粍機銃の弾薬を利用できるという面もあった。弾薬には普通弾、曳跟弾、焼夷弾二型、徹甲弾を使用した。
射撃の1サイクルをなす作動機構はM2重機関銃と同様で、発砲すると銃身と銃尾が後退する。銃尾機関部は空薬莢を薬室から抜き出して排出、新しい弾薬を保弾子から抜き出す。後退が終了すると、銃身および銃尾が復座バネによって前進を開始する。銃尾機関部は、抜き出した弾薬を薬室へ装填、閉鎖する。この作動方法は、海軍において銃身退却式と呼称された。
本銃の弾道特性は優良であった。銃口初速は800m/s、発射速度は800発毎分を発揮する。ただし、プロペラ同調装置を介した場合は600-700発毎分となる。高度5,000m、飛行速度555.6km/hで撃ち出された弾頭は以下の秒時で飛翔し、弾道が引力に引かれて下がっていく。
| 弾丸の 射距離（m） | 到達時間 （秒） | 低下量 （cm） |
| ------------------ | --------------- | ------------- |
| 100                | 0.107           | 5             |
| 200                | 0.217           | 23            |
| 300                | 0.330           | 52            |
| 400                | 0.445           | 94            |
| 500                | 0.563           | 149           |
| 600                | 0.685           | 215           |
| 700                | 0.810           | 303           |
| 800                | 0.938           | 404           |
| 900                | 1.070           | 520           |
| 1000               | 1.204           | 652           |

この弾道の低下率は、7.7×56mm弾の九七式七粍七固定機銃よりも低い。

## 搭載機
本銃は、以下の機体に採用された。
- 零戦五二乙型、零戦五二丙型、零戦五四丙型。翼内銃は各弾薬240発を携行。
- 烈風一一型
- 銀河 (航空機)一一乙型と丙型が装備、乙型は後部旋回機銃を動力式の連装機銃に変更、丙型は乙型の機種の機銃を13ミリに変更